# إصلاح تعليمي في اليابان أثناء الاحتلال
أثناء الحرب العالمية الثانية، تم تجنيد العديد من الطلاب اليابانيين للمساعدة بشكل نشط في الجهود الحربية، مما أدى إلى تحويل المدارس بشكل فعلي إلى مصانع. كما أدت التفجيرات إلى تدمير العديد من المدارس. وبعد انتهاء الحرب، كان هناك الكثير والكثير أمام قوى الاحتلال للمساعدة على إعادة الإعمار.
وقد تعاملت قوات الاحتلال مع النظام التعليمي. وقد كانت الطرق اليابانية معارضة تقريبًا لطرق الولايات المتحدة: فقد كانت السيطرة على المدارس مركزية بشدة، وقد اتسمت العلاقة القياسية بين الطالب والمعلم بأنها مجرد عملية حفظ عن ظهر قلب للكتب الحرفية بدون الكثير من التفاعلات، كما وصفت نصوص الدراسة على أنها مملة. وقد تم تحويل معدل سنوات الدراسة لكي يتفق مع ذلك المتبع في الولايات المتحدة، والذي كان 6 أعوام في التعليم الابتدائي :و3 أعوام في التعليم الثانوي الأدنى : ثم 3 سنوات في التعليم الثانوي الأعلى : ثم 4 سنوات في التعليم العالي. وخلال فترة الاحتلال، تم تغيير هذا الاتجاه واتجاهات أخرى كثيرة. وقد تم تنفيذ تدرج أقل مركزية لإدارات المدارس، وبشكل غير مسبوق مطلقًا، تم السماح لأولياء الأمور بالتصويت في مجالس المدارس. وتم إنشاء صناعة جديدة لعمل الكتب المدرسية.
ومع ذلك، بعد انتهاء الاحتلال، عاد قدر كبير من النظام التعليمي في اليابان إلى سابق عهده.